# Neotamias merriami
Neotamias merriami es una especie de roedor de la familia Sciuridae.

## Distribución geográfica
Se encuentran en el Centro y sur de California.